# Hrabți, Lebedîn
Hrabți (în ucraineană Грабці) este un sat în comuna Budîlka din raionul Lebedîn, regiunea Sumî, Ucraina.